# Pseudonannolene scalaris
Pseudonannolene scalaris är en mångfotingart som beskrevs av Henri W. Brölemann 1901. Pseudonannolene scalaris ingår i släktet Pseudonannolene och familjen Pseudonannolenidae. Inga underarter finns listade i Catalogue of Life.